# Tom Wolfe
Tom Wolfe (født 2. marts 1930 i Richmond, Virginia, USA, død 14. maj 2018) var en amerikansk forfatter og journalist.

## Bøger oversat til dansk
- Wolfe, Tom (1970). Det mandarinskivebolsjefarvede, strømlinjede superhyl møder Pumpehus-slænget [The Kandy-Kolored Tangerine-Flake Streamline Baby]. Gyldendal. ISBN 87-00-02561-5.
- Wolfe, Tom (1981). Kold marv [The Right Stuff]. Kbh.: Borgen. ISBN 87-418-3232-9.
- Wolfe, Tom (1989). Forfængelighedens bål [The Bonfire of the Vanities]. Kbh.: Lindhardt og Ringhof. ISBN 87-595-0012-3.
- Wolfe, Tom (1999). En stor mand [A Man in Full]. Kbh.: Lindhardt og Ringhof. ISBN 87-595-1221-0.
- Wolfe, Tom (2001). På krogen [Hooking up]. Kbh.: Lindhardt og Ringhof. ISBN 87-595-1677-1.
- Wolfe, Tom (2006). Jeg er Charlotte Simmons : roman [I am Charlotte Simmons]. Kbh.: Lindhardt og Ringhof. ISBN 978-87-595-2535-7.